# Dalea villosa
Dalea villosa är en ärtväxtart som först beskrevs av Thomas Nuttall, och fick sitt nu gällande namn av Spreng.. Dalea villosa ingår i släktet Dalea, och familjen ärtväxter.

## Underarter
Arten delas in i följande underarter:
- D. v. grisea
- D. v. villosa